# Enara López
Enara López Gallastegi (Bilbao, 3 de julio de 1997) es una ciclista profesional española. Debutó como profesional en 2018 con el Sopela.

## Trayectoria deportiva
Comenzó a cosechar buenos resultados en las categorías inferiores del Torneo Euskaldun llegando a ser convocada por la selección vasca en numerosos campeonatos de España y finalmente para la carrera UCI del Premondiale Giro Toscana Int. Femminile-Memorial Michela Fanini 2017. Ello no pasó desapercibido para el Sopela que la incorporó a su equipo en 2018 con 21 años

## Palmarés
Aún no ha conseguido victorias como profesional.

## Resultados en Grandes Vueltas y Campeonatos del Mundo
Durante su carrera deportiva ha conseguido los siguientes puestos en las Grandes Vueltas femeninas, en los Campeonatos del Mundo en carretera:
| Carrera         | 2018 | 2019 |
| --------------- | ---- | ---- |
| Giro de Italia  | 121ª | 62.ª |
| Tour de l'Aude  | X    | X    |
| Grande Boucle   | X    | X    |
| Mundial en Ruta | -    | -    |

-: no participa

X: ediciones no celebradas

## Equipos
- Sopela (2018)[2]
- Bizkaia-Durango (2018[3]- 2019)
- Casa Dorada[4] (2020)